# Номинативная конструкция
Номинативная конструкция — конструкция предложения, противоположная эргативной: В основной форме (именительный падеж, беспредложная форма) ставится субъект действия (агенс), тогда как объект действия (пациенс) стоит в косвенной форме (падеж, предлог, как правило, со значением косвенного дополнения то есть дательного падежа). Сравните в русском и немецком языках:
Номинативная конструкция:
Вася (им. пад. субъект) имеет книгу (вин. пад. объект).
Wassja (им. пад. субъект) hat ein Buch (вин. пад. объект).
Эргативная конструкция:
У Васи (косв. пад. субъект) есть книга (им. пад. объект).
Es gibt ein Buch (вин. пад. объект) bei Wassja (или Wassjan; косв. пад. субъект).
В некоторых языках возможны обе конструкции, но большинство использует (или, по крайней мере, предпочитает) только одну. Соответственно, принято говорить о языках эргативного строя и языках номинативного
строя.